# Axinella virgultosa
Axinella virgultosa är en svampdjursart som beskrevs av Carter 1887. Axinella virgultosa ingår i släktet Axinella och familjen Axinellidae.
Artens utbredningsområde är havet utanför Myanmar. Inga underarter finns listade i Catalogue of Life.